# Bronte (Australie)
Pour les articles homonymes, voir Bronte (homonymie).
Bronte est un quartier dans l'Est de Sydney dans l'État de Nouvelle-Galles du Sud qui donne sur la plage. Il est situé à 8 kilomètres du centre des affaires de Sydney, dans le Conseil de Waverley.
La plage de Bronte se trouve en bordure de la baie de Nelson, et est entourée par le Parc de Bronte. Bronte offre des sentiers de randonnée pittoresques au sommet des falaises, au sud vers Coogee (en) via le cimetière de Waverley, et au nord vers Tamarama (en) et la plage de Bondi. Le sentier du haut de la falaise offre un panorama allant de Ben Buckler (en) au nord à Malabar (en) au sud. Bronte est situé à environ 2,5 km au sud de la plage de Bondi.

## Démographie
Selon le recensement de 2016 (en), Bronte comptait 6 733 habitants. À Bronte, 62,8% des personnes sont nées en Australie. Les pays de naissance les plus courants étaient l'Angleterre 7,9 %, la Nouvelle-Zélande 2,6 %, les États-Unis d'Amérique 1,5 % et l'Afrique du Sud 1,5 %. 78,8% des personnes ne parlaient que l'anglais à la maison. Les autres langues parlées à la maison comprenaient le français (2,0 %). Les réponses les plus courantes en matière de religion étaient Sans religion 38,6 %, Catholique 24,8 % et Anglican 12,3 %.

## Images

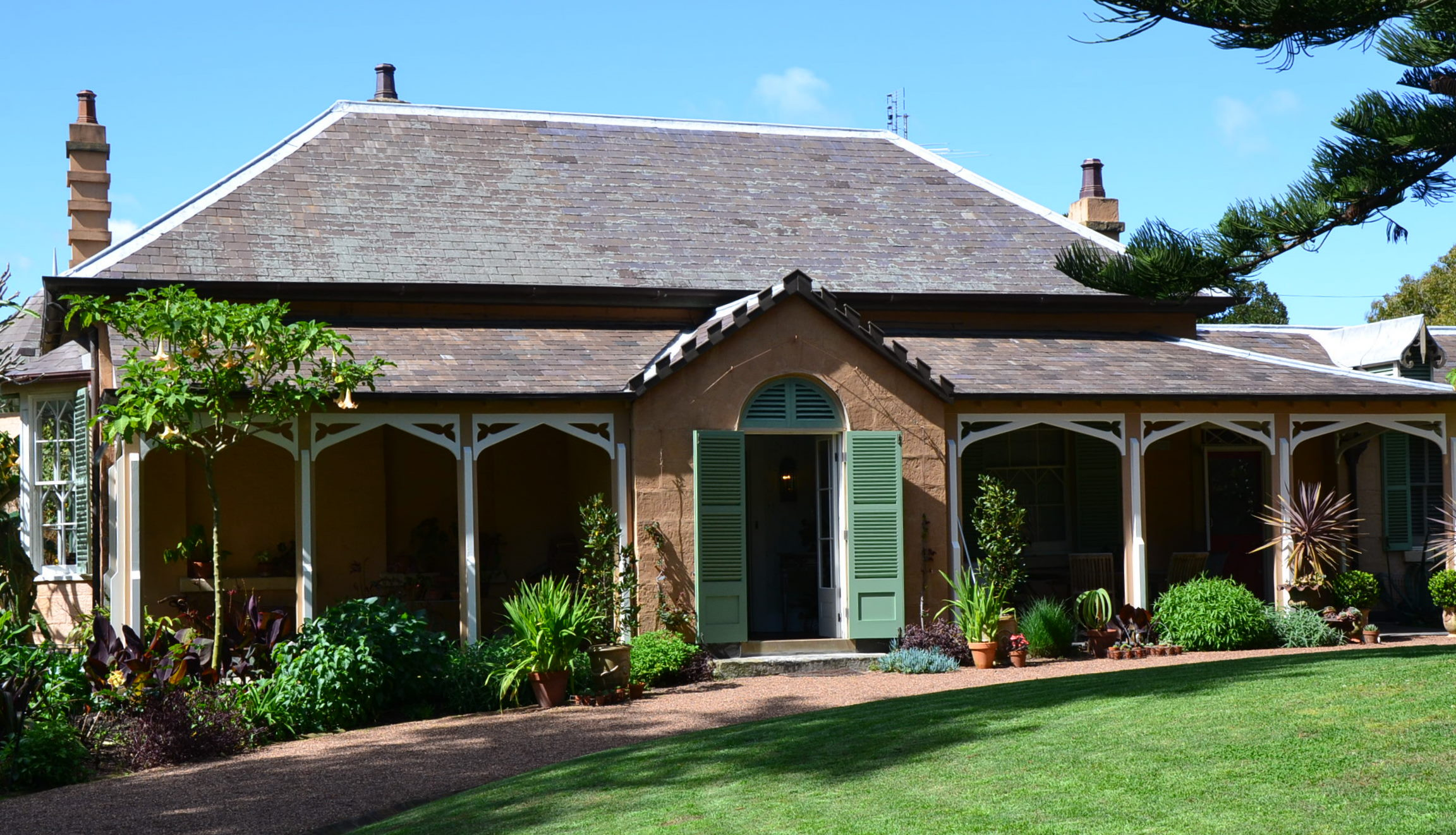
Maison de Bronte (en), bâtiment classé.
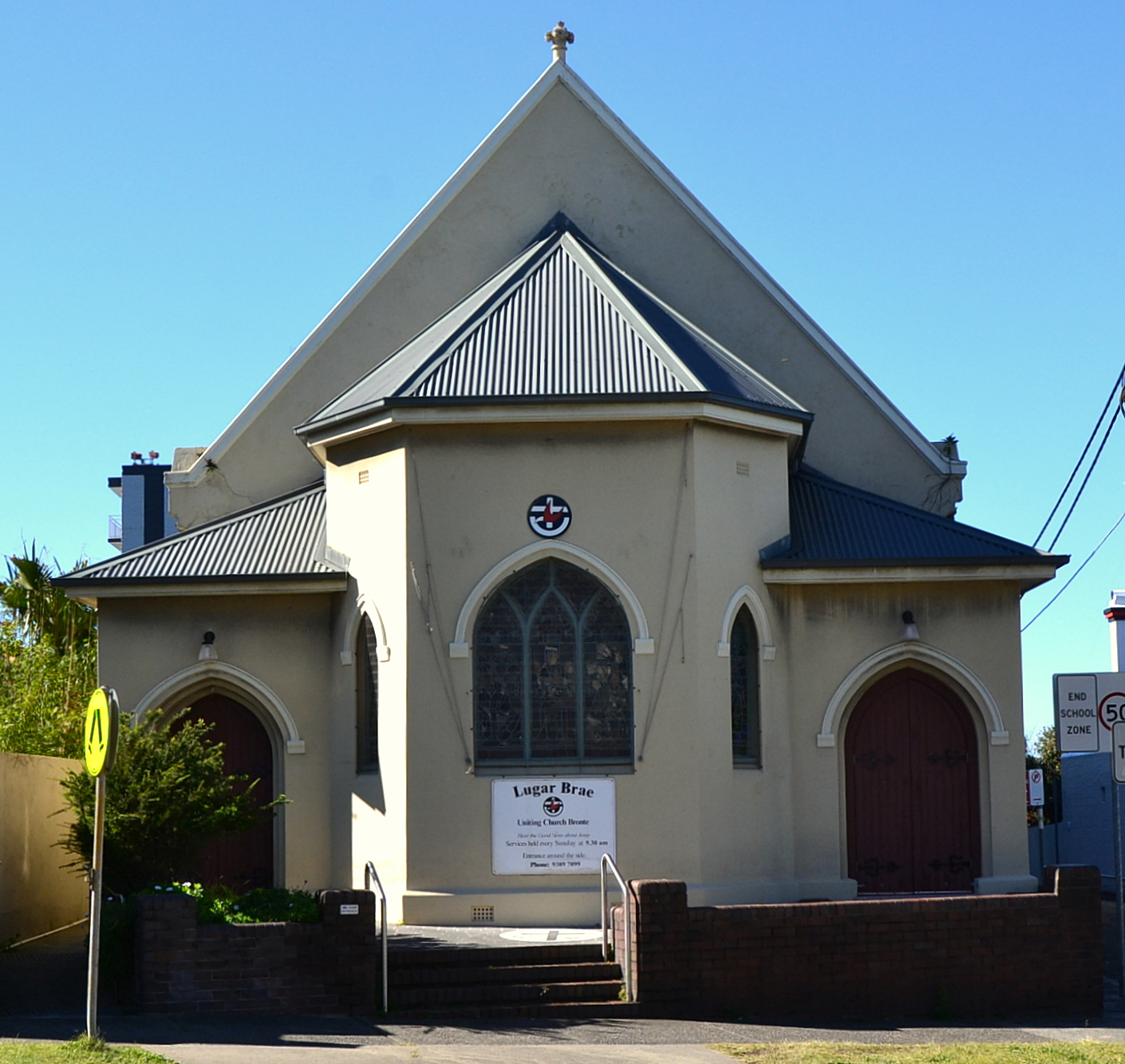
Uniting Church, Leichhardt Street.
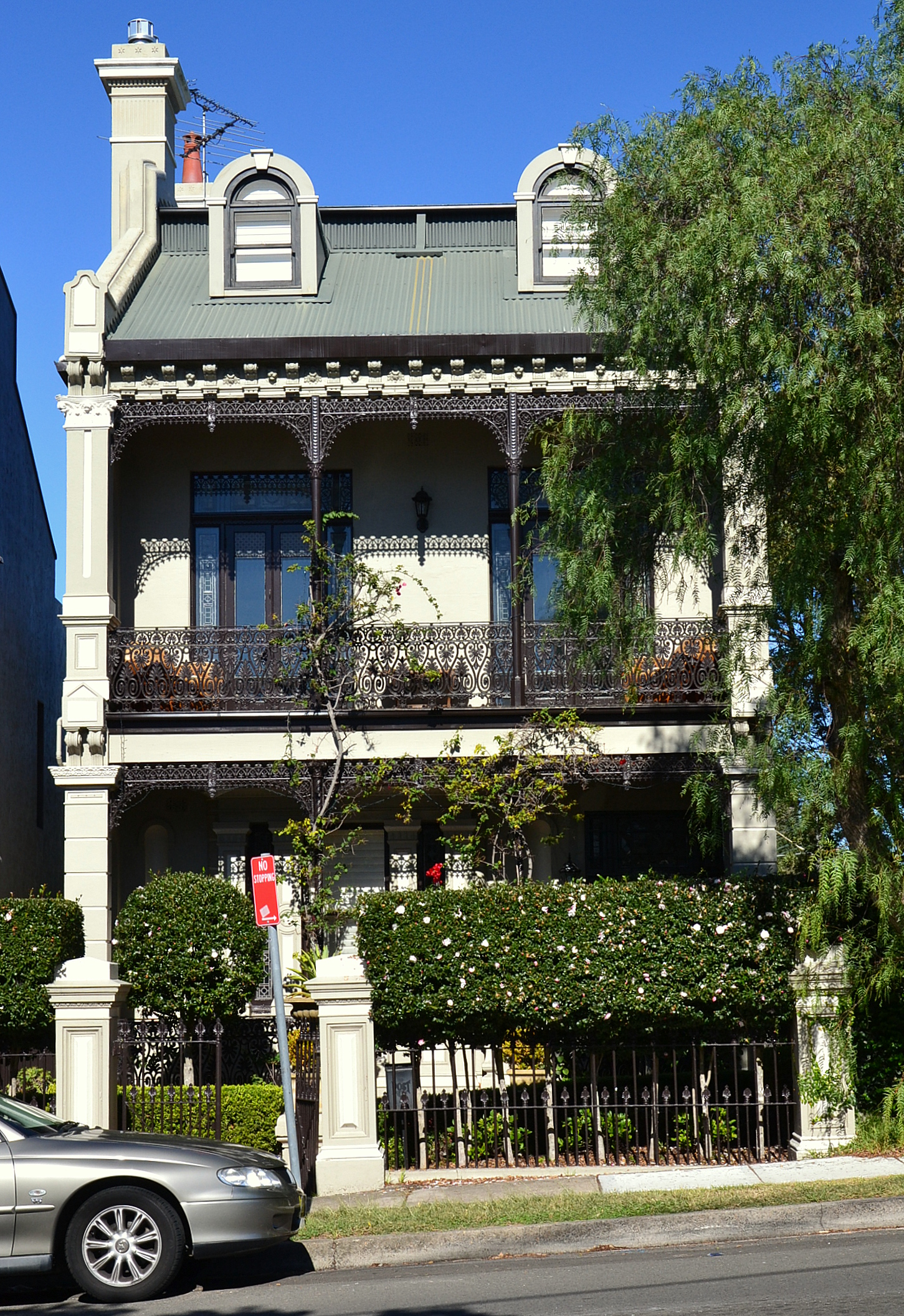
Maison classée, Bronte Road.
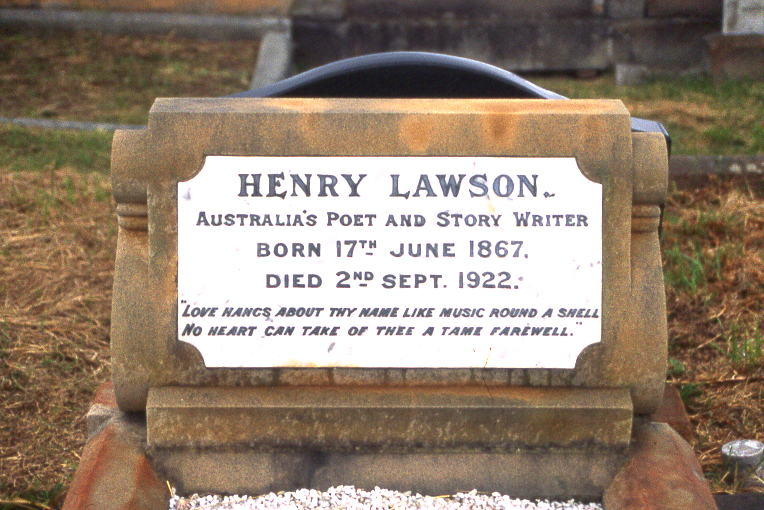
Tombe du poète Henry Lawson au cimetière de Waverley.
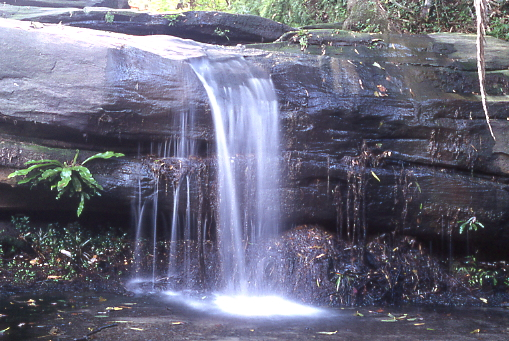
Cascade, Bronte Gully.